# Бахів (Польща)
Бахів (пол. Bachów) — село в Польщі, у гміні Кривча Перемишльського повіту Підкарпатського воєводства.
Населення — 754 особи (2011).

## Географія
Село лежить на південному березі Сяну, на відстані 4 кілометри на захід від центру гміни села Кривча, 20 кілометрів на захід від центру повіту міста Перемишль та 44 кілометри на південний схід від центру воєводства міста Ряшів. З південно-східного кута ринку села Бабичі починається дорога до Бахова. По дорозі за Бабичами знаходиться поромна переправа через Сян. По другій стороні ріки дорога біжить вздовж Сяну. Друга дорога проходить через присілок Кружки (пол. Krążki), територіально пов'язаний з Баховом, а потім через кладку на ріці Сян.

## Історія

Давньоруське городище у Бахові

Церква Собору Пресвятої Богородиці у с. Бахів
зведена 1842 року, зруйнована у 1948 році

Історичні назви: до кінця XIV ст - Ступниця; 1441 — Bachow; 1460— Bachowa; 1851— Бахів.
Назва села походить, ймовірно, з німецької чи польської мови від власної назви Бах (нім. Bach, пол. Bach) або топографічної нім. Bach, котра перекладається на українську як потік. В другому випадку це пов'язано з організацією населеного пункту на основі німецького магдебурзького права.

### Руський період
В XI-XIII століттях на цих землях існувало Перемишльське руське князівство зі столицею в Перемишлі, яке входило до складу Галицького князівства, а пізніше Галицько-Волинського князівства. В цей час на місті Бахова розташовувалось поселення Ступниця.

### Польське панування
Після захоплення цих земель Польщею територія в 1340–1772 роках входила до складу Сяноцької землі Руського воєводства Королівства Польського.
Руське поселення Ступниця (пол. Stupnica), надане в 1389 Кмітам (пол. Kmitom). Після його знищення монголо-татарами виникло поселення Бахів — Могила (пол. Bachów - Mogiła). Пам'ять про Ступницю або Ступники (пол. Stupniku) пережила до наших часів: називають так присілок Бахова ще в 1890 році, а також ріку Ступниця, що пливе через село. У словниках функціонував також присілок Стебника (пол. Stebnica).
Назва Бахів згадується вперше в 1441 році. Кміті розміщували в його сусідстві кілька нових поселень, які пізніше утворили так званий бахівський ключ. По смерті Петра Кмітя і поділі майна в 1580 році бахівський ключ набув нових власників — Баржич і Стадницьких (пол. Barzych і Stadnickich). Впродовж наступних років село було по черзі власністю: Дрогожовських, Вольских, Гроховських, Оссолінських, Грабеньських, Горшковських, Пініньських, Гумніцких, Дембіньських (пол. Drohojowskich, Wolskich, Grochowskich, Ossolińskich, Grabieńskich, Gorzkowskich, Pinińskich, Humnickich, Dembińskich).
Про існування в Бахові православної парафії вперше згадується в 1510 році.

### Австрійський період
В 1772 році внаслідок першого поділу Польщі Бахів відійшов до імперії Габсбургів.
У половині XVIII століття Сяноцький каштелян Юзеф Войцех Грабенський (пол. Józef Wojciech Grabieński), утворив греко-католицьку парафію, яка діяла до II світової війни. Дерев'яну церкву Непорочного Зачаття Дівчини Марії, збудовану в 1848 році, розібрано під час війни. Та церква була побудована на місці більш ранньої каплиці, збудованої коштом графині Кароліни Дембінської (пол. Karolinę Dembińską). Парафія належала до Порохницького деканату Перемишльської єпархії.

### Період міжвоєнної Польщі та ІІ Світової війни
Після розпаду Австро-Угорщини це переважно українське село Надсяння, як й інші етнічні українські території (Лемківщина, Підляшшя, Сокальщина, Равщина і Холмщина), було окуповане польськими військами. Поляки проводили колонізацію захоплених земель, зокрема у міжвоєнний період у Бахові поселили 150 польських колоністів.
Перед початком Другої світової війни (дані 1938 року) населення Бахова становило 2 112 осіб. Більшість з них (близько 65%) складали українці, або, як вони самі себе називали в пам'ять про Червону русь, русини. В селі проживала також поляки (660 осіб, або 31%) та євреїв (74, або менше 4%). Село належало до гміни Кривча Перемишльського повіту Львівського воєводства Другої Речі Посполитої.
Після нападу 1 вересня 1939 року Третього Рейху на Польщу й початку Другої світової війни та вторгнення СРСР до Польщі 17 вересня 1939 року Бахів разом з іншими навколишніми селами відійшов до СРСР, включений до Бірчанського району (районний центр — Бірча) у складі утвореної 27 листопада 1939 року Дрогобицької області УРСР (обласний центр — місто Дрогобич).

### Післявоєнний час
У березні 1945 року західна частина Дрогобицької області включно з Баховом віддана Польщі, село опинилося по польському боці розмежування лінії Керзона, у так званому Закерзонні. 11 квітня 1945 року підрозділами Армії Крайової, (ймовірно, з Львівської округи АК), Батальйонів хлопських та селянами-поляками з навколишніх сіл здійснено напад на Бахів, внаслідок якого були замордовані близько 100 українських мешканців Бахова. Того самого дня замордовано також велику кількість українців в сусідніх селах: Березка — 180 осіб (Різанина в Березці), Сівчина — 26 осіб (Різанина в Сівчині).
Москва підписала й 16 серпня 1945 року опублікувала офіційно договір з Польщею про встановлення лінії Керзона українсько-польським кордоном та, незважаючи на бажання українців залишитись на рідній землі, про передбачене «добровільне» виселення приблизно одного мільйона українців з «Закерзоння», тобто Підляшшя, Холмщини, Надсяння і Лемківщини.,
Розпочалося виселення українців з рідної землі. Проводячи депортацію, уряд Польщі, як і уряд СРСР, керувалися Угодою між цими державами, підписаною в Любліні 9 вересня 1944 року, але, незважаючи на текст угоди, у якому наголошувалось, що 
|  | «Евакуації підлягають лише ті з перелічених (…) осіб, які виявили своє бажання евакуюватися і щодо прийняття яких є згода Уряду Української РСР і Польського Комітету Національного Визволення. Евакуація є добровільною і тому примус не може бути застосований ні прямо, ні посередньо. Бажання евакуйованих може бути висловлено як усно, так і подано на письмі.», |

виселення було примусовим і з застосуванням військових підрозділів.
Українське населення села, якому вдалося уникнути депортації до СРСР, попало в 1947 році під етнічну чистку під час проведення Операції «Вісла» і було виселене на ті території у західній та північній частині тогочасної польської держави, що до 1945 року належали Німеччині (так звані «повернені території»).
У 1975-1998 роках село належало до Перемишльського воєводства.

## Церква Собору Пресвятої Богородиці
Перша згадка про православну парафію в Бахові походять з 1448 та 1510 років. Привілей на неї був наданий священику із Ступниці від Миколи Кміти у його бахівській садибі. Дерев’яна церква св. Собор Пресвятої Богородиці була зведена в 1842 році, на прямокутному плані з двосхилим дахом, покритим гонтом. Стіни церкви вертикально обшиті дерев'яним шалюванням. Побудована на місці попередньої каплиці, яку фінансувала графиня Кароліна Дембінська. Після вбивства та депортації українського населення споруда у 1948 р. була знищена.

## Демографія
- 1785 — 600 греко-католиків, 150 римо-католиків, 21 єврей
- 1840 — 679 греко-католиків
- 1859 — 705 греко-католиків
- 1879 — 756 греко-католиків i 363 римо-католики
- 1899 — 931 греко-католик
- 1921 — 327 будинків i 1667 жителів (981 греко-католик, 604 римо-католики, 82 юдеї)
- 1926 — 1250 греко-католиків
- 1938 — 1378 греко-католиків, 660 римо-католиків, 74 євреї

Демографічна структура станом на 31 березня 2011 року:
|          | Загалом | Допрацездатний вік | Працездатний вік | Постпрацездатний вік |
| -------- | ------- | ------------------ | ---------------- | -------------------- |
| Чоловіки | 381     | 90                 | 241              | 50                   |
| Жінки    | 373     | 77                 | 213              | 83                   |
| Разом    | 754     | 167                | 454              | 133                  |